# Elżbieta Nowicka
Elżbieta Nowicka, z domu Mosiądz (ur. 24 października 1944 w Przemyślu) – regionalistka, historyk, muzealnik.

## Życiorys
Ukończyła Szkołę Podstawową nr 1 (1958) i Liceum Ogólnokształcące w Pasłęku (1962) oraz Wyższą Szkołę Pedagogiczną w Gdańsku (kierunek historia; 1968). Pracowała w ZSZ CRS oraz w szkole podstawowej w Kętrzynie, następnie w latach 1976–1986 w Muzeum Okręgowym w Ostrołęce jako kierownik działu historycznego. W latach 1986–1991 pracowała na 1/2 etatu jako kustosz w Biurze Badań i Dokumentacji zabytków w Ostrołęce, od 1991 do 2007 pracowała na części etatu w Muzeum Kultury Kurpiowskiej w Ostrołęce.
Członek Stronnictwa Demokratycznego, PTTK, Ostrołęckiego Towarzystwa Naukowego, przewodnicząca Związku Zawodowego Pracowników Kultury i Sztuki województwa ostrołęckiego (1976-1980), prezes Koła Polskiego Towarzystwa Archeologicznego i Numizmatycznego w Ostrołęce (1983-1985) oraz wiceprzewodnicząca Zarządu Oddziału tego towarzystwa (1985-1999), członek Zarządu Stowarzyszenia Rozwoju Turystyki i Rekreacji w Ostrołęce. Współautorka (z Czesławem Parzychem) książki „Ostrołęckie pomniki” (1999) oraz kilku prac zbiorowych. Autorka artykułów historycznych publikowanych na łamach „Tygodnika Ostrołęckiego”, „Zeszytów Naukowych OTN”, „Skrzydlatej Polski”. Uhonorowana Medalem 40-lecia Polski Ludowej, odznakami Zasłużony Działacz Kultury, „Za zasługi dla województwa ostrołęckiego”, Srebrnym i Brązowym Medalem „Za zasługi dla obronności kraju”.